# 第一次カスティーリャ継承戦争
第一次カスティーリャ継承戦争 （スペイン語：Primera Guerra Civil Castellana）は、1366年から1369年まで続いたカスティーリャ王国の内戦。
広義でみると、イングランド王国とフランス王国の対立も含むことから、百年戦争の一部と考えられている。初めはカスティーリャ王国の継承を巡り、国内と国外の勢力の支持を受けて、ペドロ1世とその異母兄エンリケ・デ・トラスタマラ（のちのエンリケ2世）が王位を争った。

## 背景
トラスタマラ伯エンリケは、カスティーリャ王アルフォンソ11世と愛妾レオノール・デ・グスマンとの間の、実質的な長男として育つ。しかし、アルフォンソ11世崩御後、王位に就いたのは嫡出子のペドロ1世であった。
ペドロは支持者らに『正義王』と呼ばれたが、敵からは『残酷王』と呼ばれていた。高位貴族にとって、ペドロは圧制者であり、王権に対抗しようとする者に容赦しなかった。彼はアラゴン王国への勢力拡大を画策し、アラゴンへの侵入を繰り返していた（ロス・ドス・ペドロス戦争）。
ペドロの異母兄エンリケは、高位貴族の支持を取り付けたのみならず、フランスとアラゴン、教皇庁も味方につけた。1366年、彼は公式にカスティーリャ、レオン、トレド、セビーリャで異母弟ペドロを廃位させ、ラス・ウエルガス修道院で自身が王位に就いた。

## 王位簒奪へ
1366年、フランスに亡命していたエンリケは、フランス・アラゴン構成軍とイングランド傭兵からなる大軍をモンペリエで集結させ、フランス王とアラゴン王の援助を受けカスティーリャへ侵攻した（シャルル5世とアラゴン王ペドロ4世も各自参加した）。エンリケは、ペドロ1世を敗走させるのに成功した。
ペドロ1世は、イングランド王家の所領ガスコーニュにあるバイヨンヌへ亡命した。彼はエドワード黒太子に援助を申請し、見返りにカスティーリャの所領の分割を申し出、受諾された。
黒太子の率いるイングランド軍とともに、ペドロ1世はカスティーリャへ戻り、1367年に自身の王位を再度主張し、ナヘラの戦いで勝利してエンリケをフランスへ敗走させた。ところがペドロ1世は黒太子や彼の同盟者との取引を拒絶し、また疫病も相まって黒太子はまもなくカスティーリャを離れた。なお、この頃に、ペドロ1世から「黒太子のルビー」がエドワード黒太子に渡り、現在の大英帝国王冠の正面に据えられている。
1368年、エンリケとシャルル5世はトレド条約に署名し、陸上での軍事援助の見返りに、ビスケー湾上にカスティーリャ艦船を貸すことになった。
1369年にエンリケは再度侵攻、モンティエルの戦いでペドロ1世を謀殺し、王位の簒奪に成功した。彼はエンリケ2世を名乗り、すぐに公職からユダヤ人を追放し、自身の支配を堅固にした。この時期からカスティーリャは、戦争においてフランスとの同盟を行うようになった。

## その後
ペドロ1世の没後、次女コンスタンサがカスティーリャ女王の王位請求者となった。1388年、バイヨンヌ条約でコンスタンサのひとり娘カタリナ（英：キャサリン）とエンリケ2世の孫エンリケの婚約が決まり、1390年に結婚した。
ペドロ1世とエンリケ2世の孫同士の結婚により、王朝の合一が図られ、王位継承争いは終息した。